# Polygala adamsonii
Polygala adamsonii är en jungfrulinsväxtart som beskrevs av Arthur Wallis Exell. Polygala adamsonii ingår i släktet jungfrulinssläktet, och familjen jungfrulinsväxter. Inga underarter finns listade i Catalogue of Life.